# Ферикьой
Ферикьой (на турски: Feriköy) е квартал в район Шишли, Истанбул, Турция. Той е дом на две големи съседни гробища, едното за римокатолически погребения, другото за протестантски. Той граничи с модерния Бомонти с неговите извисяващи се хотелски блокове.